# Donnington (Wroxeter and Uppington)
Donnington – osada w Anglii, w hrabstwie Shropshire. Leży 11 km na południowy wschód od miasta Shrewsbury i 214 km na północny zachód od Londynu.